# Lijst van voetbalinterlands Cambodja - India
Deze lijst van voetbalinterlands is een overzicht van alle officiële voetbalwedstrijden tussen de nationale teams van Cambodja en India. De landen hebben tot op heden zes keer tegen elkaar gespeeld. De eerste ontmoeting, een vriendschappelijke wedstrijd, vond plaats op 27 augustus 1963 in Kuala Lumpur (Maleisië). Het laatste duel, een kwalificatiewedstrijd voor de Azië Cup 2023, werd gespeeld in Calcutta op 8 juni 2022.

## Wedstrijden
| № | Plaats       | Datum            | Competitie                 | Wedstrijd              | Uitslag |
| - | ------------ | ---------------- | -------------------------- | ---------------------- | ------- |
| 1 | Kuala Lumpur | 27 augustus 1964 | Vriendschappelijk          | India − Cambodja       | 4 − 0   |
| 2 | Rangoon      | 18 november 1967 | Azië Cup 1968 kwalificatie | Cambodja − India       | 3 − 1   |
| 3 | Kuala Lumpur | 1 augustus 1973  | Vriendschappelijk          | India − Khmerrepubliek | 3 − 0   |
| 4 | New Delhi    | 17 augustus 2007 | Vriendschappelijk          | India − Cambodja       | 6 − 0   |
| 5 | Phnom Penh   | 22 maart 2017    | Vriendschappelijk          | Cambodja − India       | 2 − 3   |
| 6 | Calcutta     | 8 juni 2022      | Azië Cup 2023 kwalificatie | India − Cambodja       | 2 − 0   |

## Samenvatting
| Competitie            | Totaal gespeeld | Winst Cambodja | Gelijk | Winst India | Doelsaldo Cambodja – India |
| --------------------- | --------------- | -------------- | ------ | ----------- | -------------------------- |
| Azië Cup-kwalificatie | 2               | 1              | 0      | 1           | 3 − 3                      |
| Vriendschappelijk     | 4               | 0              | 0      | 4           | 2 − 16                     |
| Totaal                | 6               | 1              | 0      | 5           | 5 − 19                     |

Wedstrijden bepaald door strafschoppen worden, in lijn met de FIFA, als een gelijkspel gerekend.
FFC · Cambodjaans vrouwenelftal
Afghanistan ·
Australië ·
Bahrein ·
Bangladesh ·
Bhutan ·
Brunei ·
China ·
Equatoriaal-Guinea ·
Filipijnen ·
Guam ·
Guinee ·
Guyana ·
Hongkong ·
India ·
Indonesië ·
Irak ·
Iran ·
Japan ·
Jemen ·
Jordanië ·
Kirgizië ·
Koeweit ·
Laos ·
Libanon ·
Macau ·
Malediven ·
Maleisië ·
Mongolië ·
Myanmar ·
Nepal ·
Noord-Korea ·
Oezbekistan ·
Oost-Timor ·
Pakistan ·
Palestina ·
Qatar ·
Saoedi-Arabië ·
Singapore ·
Sri Lanka ·
Syrië ·
Tadzjikistan ·
Taiwan ·
Thailand ·
Turkmenistan ·
Vietnam ·
Zuid-Korea ·
Zuid-Vietnam
AIFF · A-Internationals · Bondscoaches · Statistieken · Olympisch elftal · Indiaas vrouwenelftal · India U21 · India U20 · India U19 · India U18 · India U17
1930 – 1949 · 
1950 – 1959 · 
1960 – 1969 · 
1970 – 1979 · 
1980 – 1989 · 
1990 – 1999 · 
2000 – 2009 · 
2010 – 2019 ·
2020 − 2029
Afghanistan ·
Argentinië ·
Australië ·
Azerbeidzjan · 
Bahrein ·
Bangladesh ·
Bhutan ·
Brunei ·
Cambodja ·
China ·
Curaçao ·
Fiji ·
Filipijnen ·
Finland ·
Ghana ·
Guam ·
Guyana ·
Hongarije ·
Hongkong ·
IJsland ·
Indonesië ·
Irak ·
Iran ·
Israël ·
Jamaica ·
Japan ·
Jemen ·
Jordanië ·
Kameroen ·
Kenia ·
Kirgizië ·
Koeweit ·
Laos ·
Libanon ·
Macau ·
Malediven ·
Maleisië ·
Marokko ·
Mauritius ·
Mongolië ·
Myanmar ·
Namibië ·
Nepal ·
Nieuw-Zeeland ·
Noord-Korea ·
Oezbekistan ·
Oman ·
Pakistan ·
Palestina ·
Peru ·
Polen ·
Puerto Rico ·
Qatar ·
Saint Kitts en Nevis ·
Saoedi-Arabië ·
Singapore ·
Sovjet-Unie ·
Sri Lanka ·
Suriname ·
Syrië ·
Tadzjikistan ·
Taiwan ·
Thailand ·
Trinidad en Tobago ·
Turkmenistan ·
Uruguay ·
Vanuatu ·
Verenigde Arabische Emiraten ·
Vietnam ·
Wit-Rusland ·
Zambia ·
Zuid-Korea ·
Zuid-Vietnam